# Station Redaki
Station Redaki is een spoorwegstation in de Poolse plaats Redaki.